# 슬로바키아의 우편번호

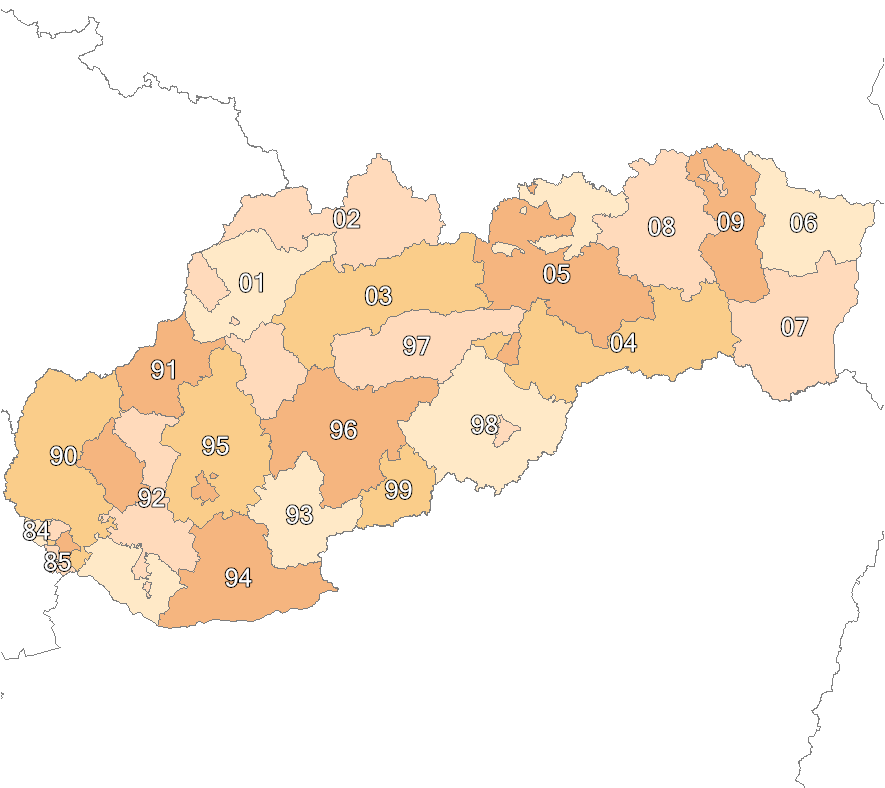
슬로바키아의 지역별 우편번호

슬로바키아의 우편번호(슬로바키아어: Poštové smerovacie číslo, PSČ)는 슬로바키아에서 사용하는 우편번호 체계로, 1973년 체코슬로바키아 시기에 도입된 체계를 계속 사용하고 있다.

## 목록
첫 자리는 광역 행정 구역을 구분한다. 총 5자리 숫자로 이루어져 있으며, 기록할 때에는 3자리/2자리 형태로 끊어서 기록한다.
- 8: 브라티슬라바. 하위 체계는 1982년에 도입되었다.
- 9: 남부 및 서부 슬로바키아(브라티슬라바주, 트르나바주, 트렌친주, 반스카비스트리차주). 예: 911 01 트렌친, 949 01 니트라, 960 01 즈볼렌, 974 01 반스카비스트리차, 984 01 루체네츠
- 0: 북부 및 동부 슬로바키아(질리나주, 프레쇼우주, 코시체주). 예: 010 01 질리나, 036 01 마르틴, 040 01-044 99 코시체, 058 01 포프라트, 071 01 미할로우체, 080 01 프레쇼우

브라티슬라바 지역 한정 두 번째 이후 자릿수의 의미는 다음과 같다.
- 두 번째 자리: 자치구. 제 1구부터 제 5구까지 존재한다.
- 세 번째 자리: 집배 구분. 1은 일반 주택, 2부터 9까지는 대량 우편물 취급 법인 및 우체국 내 사서함, 0은 개별 우체국의 우편번호이다.
- 세 번째 자리가 0인 경우 첫 번째와 세 번째 자리를 제외한 나머지 자리만 모아 놓았을 때 행정 구역 번호와 일치한다. 예: 820 00 브라티슬라바 2, 840 02 브라티슬라바 42, 820 14 브라티슬라바 14.
- 정확한 우편번호를 모르는 경우 800 00은 브라티슬라바 전역을 가리킨다.

첫 자리 1-7은 체코슬로바키아 시기에는 체코의 우편번호였으며 분리 이후에는 사용하지 않는다.
주소를 기록할 때 예시는 다음과 같다.
```
   Kúpeľná 1/A
   811 02  Bratislava 1
```

## 같이 보기
- 체코의 우편번호